# Golpilheira
Golpilheira é uma povoação portuguesa sede da Freguesia de Golpilheira do Município da Batalha, freguesia com 5,06 km² de área e 1447 habitantes (censo de 2021), tendo, por isso, uma densidade populacional de 286 hab./km². 
É a freguesia mais pequena do Município da Batalha, tendo sido criada pela Lei n.º 37/84, de 31 de dezembro de 1984, a partir de lugares desanexados da Freguesia da Batalha.
A freguesia situa-se no fértil vale do rio Lena, afluente do rio Lis, daí que a sua principal atividade económica sempre tenha sido a agricultura.

## Demografia
A população registada nos censos foi:
| Ano  | 0-14 Anos | 15-24 Anos | 25-64 Anos | > 65 Anos |
| 2001 | 287       | 240        | 832        | 250       |
| 2011 | 223       | 186        | 229        | 290       |
| 2021 | 194       | 171        | 755        | 327       |

## História

### Etimologia
O nome "Golpilheira" estará associado ao latim vulpes (raposa), mais especificamente do diminutivo vulpecula (raposinha) ou pela forma derivada vulpecularia, possivelmente pela abundância do animal na zona, outrora. A ocupação visigótica da Hispania romana trouxe também mudanças linguísticas e vários topónimos sofreram uma alteração do som /v/ para /g/. Assim, supõe-se que seja esta a evolução fonética da palavra: vulpecula > gulpecula > gulpecla > golpelha.  "Golpelha" ainda hoje é sinónimo de raposa. Já "golpelheira" significa covil de raposas.

### Criação da freguesia
A freguesia da Golpilheira, contida num território relativamente pequeno, anteriormente parte da freguesia da Batalha, foi criada a partir da Lei n.º 37/84 de 31 de Dezembro (Artigo 1.º). Esta lei tinha sido aprovada em 30 de novembro de 1984 pela Assembleia da República e promulgada pelo então Presidente da República, António Ramalho Eanes, a 29 de dezembro (Artigo 6.º).
O documento, publicado em Diário da República, delimita, no Artigo 2.º, a área da freguesia, que, "ao começar no lugar da Quinta de São Sebastião, ou seja, do lado nascente para norte, continua até à Vala do Moinho de São João, proximidades da Quinta da Serrada com o limite do Município de Leiria, devidamente demarcado por estradas, serventias e ribeiro; a partir do Moinho de São João, passa pela estrada camarária até à estrada nacional n.º 1, atravessando-a e seguindo por uma serventia pública até ao rio Lena, continuando por este até um pouco acima do Casal da Ponte de Almagra, onde desagua o ribeiro do Carvalho; segue por este até à sua nascente (proximidades a norte do Casal do Alho), seguindo em recta por serventia de fazendas até ao ribeiro Agudo, que passa a poente do lugar de Bico-Sacho, seguindo por este até à sua nascente, a qual continua com a Quinta de São Sebastião, acima referida".
O Artigo 3.º especificava a constituição da comissão instaladora, que se manteria vigente (de acordo com o Artigo 4.º) até à tomada de posse dos primeiros órgãos locais, que se daria após as eleições autárquicas seguintes, as de 1985 (Artigo 5.º), o primeiro sufrágio no qual a Golpilheira já participou como freguesia. A dita comissão, nomeada pela Assembleia Municipal da Batalha, continha representantes da Câmara Municipal da Batalha, da  Assembleia Municipal da Batalha, da Assembleia de Freguesia da Batalha e da Junta de Freguesia da Batalha (um de cada órgão), e cinco cidadãos eleitores. 

## Heráldica
"Escudo de ouro, em faixa pano de muralha de prata lavrado e perfilado de vermelho, firmado nos flancos, entre uma arca de vime de azul, realçada e guarnecida de prata, em chefe e uma gavela de duas espigas de milho de ouro, folhadas de verde e quatro espigas de trigo do mesmo, com os pés atados de vermelho. Coroa mural de prata de três torres. Listel branco, com a legenda a negro 'Golpilheira'."
O pano da muralha representa as ruínas da cidade romana de Collippo, símbolo da história da região. A arca de vime refere-se tanto à hospitalidade prestada a peregrinos e viajantes, como à indústria do mobiliário de vime. Já a gavela de milho e de trigo representam a agricultura, actividade económica importante na freguesia. A bandeira é azul-escura, com o mesmo brasão de armas no centro.

## Património
No centro da Golpilheira, ao longo da Estrada de Leiria ou Rua Dr. Joaquim Coelho Pereira, encontram-se os seus dois principais locais de culto, a Igreja do Senhor Bom Jesus dos Aflitos (a "capela velha"), de origens medievais, e a Igreja de Nossa Senhora de Fátima, edificada nos anos 60 do século passado. Fora do centro da aldeia mas ainda na freguesia, encontra-se a Igreja de São Bento da Cividade.

## Eventos

### Festa da Golpilheira
A principal celebração religiosa da Golpilheira, em honra do Senhor Bom Jesus dos Aflitos, decorre no centro da aldeia, entre a Igreja de Nossa Senhora de Fátima e a Igreja do Senhor Bom Jesus dos Aflitos (na rua Padre Dr Joaquim Coelho Pereira). A festa realiza-se em fins de Julho-inícios de Agosto, e dura três dias, de sábado a segunda-feira. 
Desde 2010, a organização do evento tem sido assegurada, em grande parte, por voluntários que, no ano da festa, completam 40 anos.
As ruas são decoradas durante o evento. Arcos brancos ornamentados e iluminados são colocados ao longo da rua e no cimo da Rua do Outeirinho, onde também se ergue um alto mastro, com o nome da aldeia iluminado por lâmpadas. Além disso, a aldeia veste-se ainda com cordões de murta, bandeirolas e flores de papel.
O palco onde se realizam os concertos noturnos é montado no largo da Junta de Freguesia, em frente à capela velha. O restaurante funciona todas as noites da festa num edifício próprio junto à estrada, e na rampa de acesso a este espaço encontra-se uma tenda que vende filhós e café d’avó, o "bar da árvore" e o tradicional jogo do prego. Do lado oposto da rua, entre a Igreja do Senhor Bom Jesus dos Aflitos e o antigo fontanário, há ainda outro bar.
Nos dias da festa, é montada também a barraca da quermesse, onde pequenos objectos são sorteados através de rifas, e uma barraca com vários jogos tradicionais.

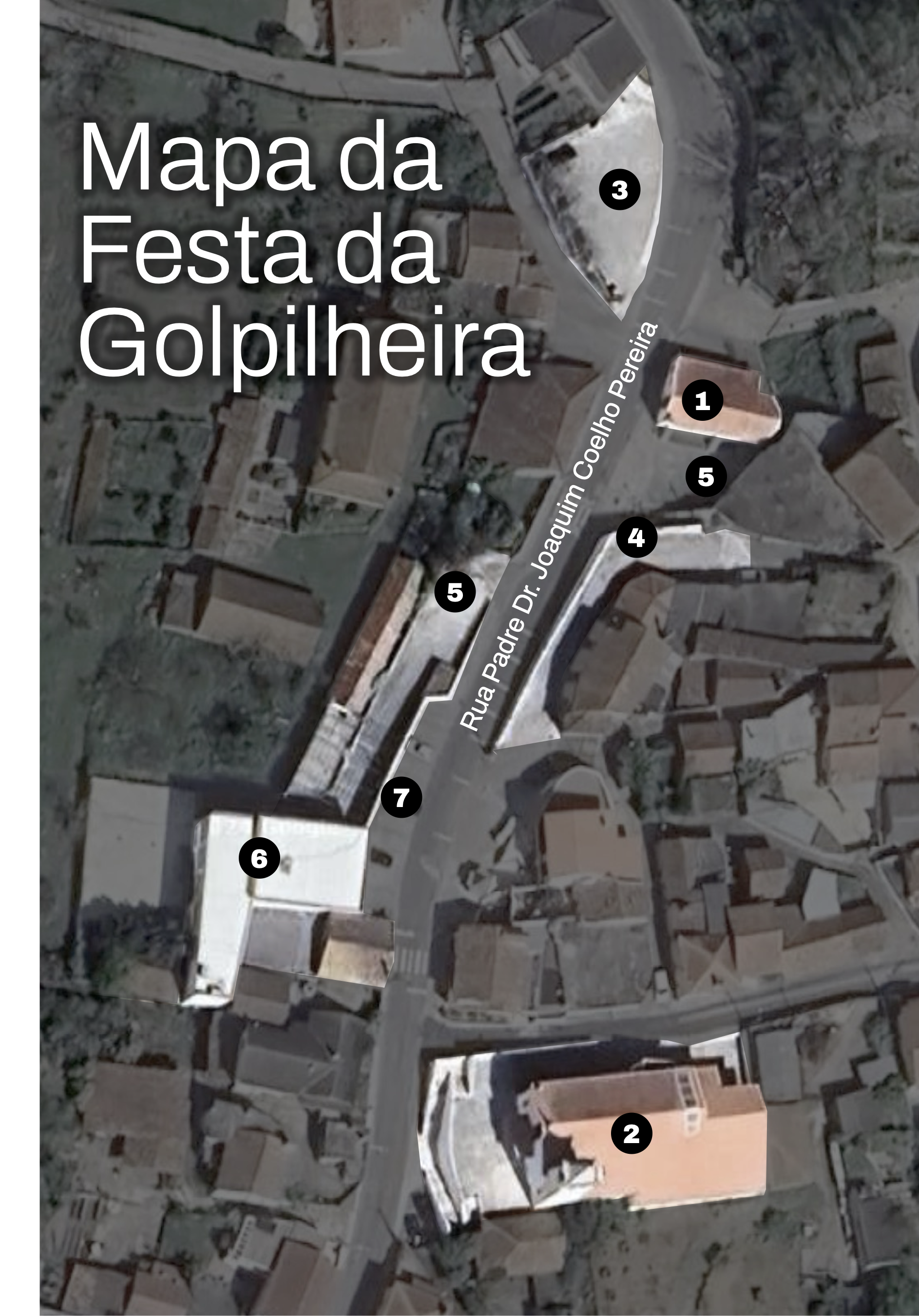
1. Igreja do Senhor Bom Jesus dos Aflitos; 2. Igreja de Nossa Senhora de Fátima; 3. Palco; 4. Mastro; 5. Bares; 6. Restaurante; 7. Quermesse

Durante a festa, ocorrem várias cerimónias religiosas:
- Na manhã de domingo, realiza-se a recolha de andores, decorados com bolos tradicionais e outros produtos, seguida da missa. A procissão desce então a rua de uma igreja à outra, ao som da banda filarmónica. São transportadas as imagens do Senhor Bom Jesus dos Aflitos, do Sagrado Coração de Jesus e de Nossa Senhora de Fátima, assim como as bandeiras e o Santo Lenho sob o pálio;
- À tarde, decorre a Saudação ao Padroeiro, com a bandeira também a descer a rua. O Rancho Folclórico das Lavadeiras do Vale do Lena pode depois actuar;
- Na segunda-feira, ao fim do dia, celebra-se uma missa por intenção dos festeiros.

No último dia, antes do jantar, realizam-se dois jogos tradicionais que envolvem andar de bicicleta. Na Corrida de Frangos, um aro de metal é suspenso numa corda e o jogador deve tentar agarrá-lo com um pau; o prémio, como o nome sugere, é normalmente um frango. Já na Quebra de Panelas, o objectivo é partir uma panela de barro com o punho cerrado.
Antes da meia-noite, acontece a tradicional Corrida de Cântaros, onde um grupo de pessoas, composto por festeiros e algumas mulheres mais experientes, sobe e desce a rua com um cântaro de barro cheio de água na cabeça. Quem deixa cair o cântaro é eliminado, até que se encontre o vencedor.
Por fim, perto da meia-noite, o céu ilumina-se com fogo de artifício, encerrando-se as festividades após mais umas horas de espectáculo pela banda.
A festa não se realizou em 2020 e 2021 devido à pandemia de Covid-19. Por conseguinte, a festa de 2022 contou com a presença dos festeiros de 1980, 1981 e 1982. 

### Festa de S. Bento
Um mês depois da festa da Golpilheira, em finais de Agosto, dá-se a de S. Bento, na Cividade, em honra a Nossa Senhora da Esperança. Durante quatro dias no fim de Agosto, de sexta-feira a segunda-feira, ocorrendo  no Domingo a missa solene e no último dia grande parte dos eventos, como a corrida de frangos e a quebra de panelas, a seguir à missa por intenção dos festeiros.

## Associações

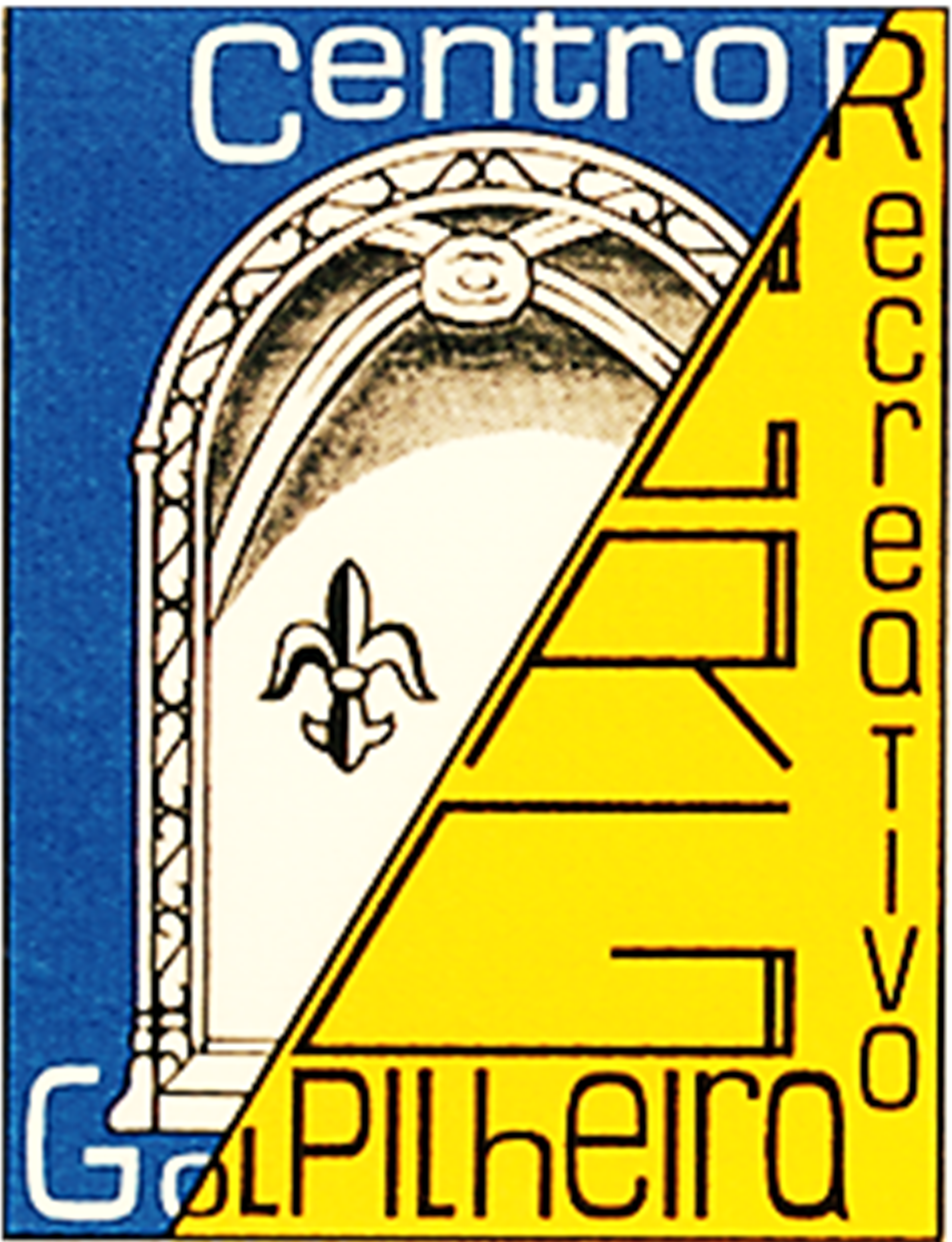
Emblema do Centro Recreativo da Golpilheira

### Centro Recreativo da Golpilheira

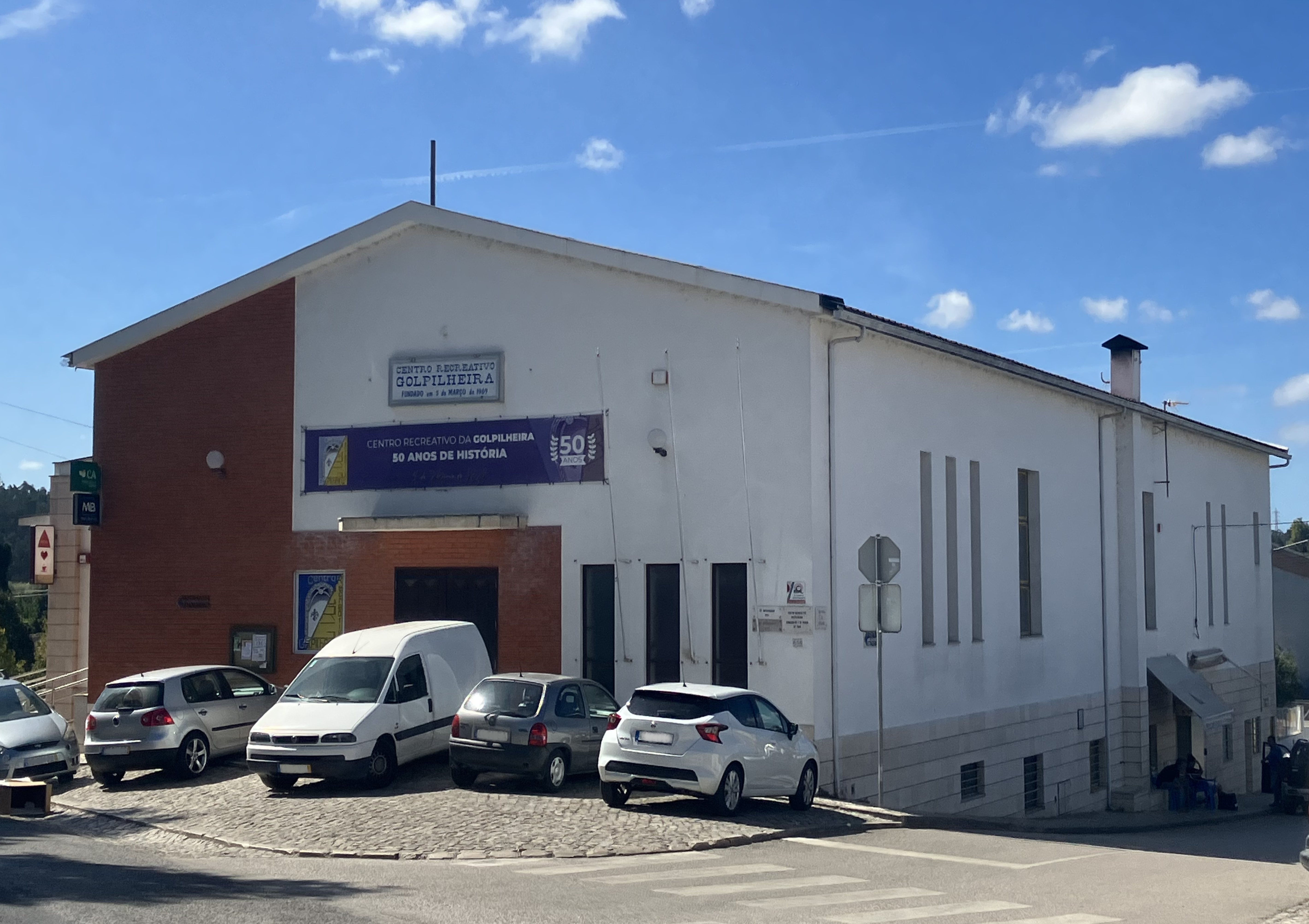
Edifício do CRG

A colectividade da freguesia, o Centro Recreativo da Golpilheira (CRG), conta com mais de 50 anos de história. A 5 de Março de 1969, o Governo Civil de Leiria aprovou os Estatutos fundadores da associação. O documento, composto por 5 capítulos e 49 artigos, entretanto revisto e actualizado, foi assinados pelos sócios representantes da Comissão Organizadora do CRG (Pedro Meneses Monteiro, Armando Monteiro Bagagem, Joaquim Monteiro Bagagem, Luís de Sousa Guerra e Luís Bento de Matos). Em Março de 1975, o terreno onde se situa o CRG foi arrendado por 29 anos, e eventualmente comprado, já depois de, em Maio de 1976, se iniciar a construção do edifício da colectividade. Abriu-se entretanto o bar, e, nos anos 80, construiu-se e começou a utilizar-se o salão de festas. Já no início dos anos 2000, a Assembleia-Geral do CRG criou o Restaurante Etnográfico, erguido em parte de terrenos entretanto comprados, sendo o resto vendido ao Município da Batalha, que edificou o Pavilhão Desportivo, o jardim-de-infância e o Parque Geriátrico e arranjou um jardim e uma praça.
A associação, durante o seu meio século de existência, tem promovido actividades desportivas e culturais. O CRG, actualmente, tem:
- uma equipa de futsal feminino júnior
- uma equipa de futsal feminino sénior (vencedora do Campeonato Nacional de Futsal Feminino na época 2013-14)
- uma equipa de futsal masculino sub-20
- uma equipa de futebol de veteranos
- um núcleo de motards, organizador do evento "Anjos sobre Rodas"
- um rancho folclórico ("As Lavadeiras do Vale do Lena")
- um jornal, o Jornal da Golpilheira. Este projecto começou em 1996, tendo sido publicado em Setembro desse ano o número zero do então chamado Das Duasuma, referência ao público-alvo da altura, ligado a duas freguesias, a Golpilheira e a Barreira. A ligação mais forte dos golpilheirenses ao projecto levou a que, em Janeiro de 2001, o jornal adoptasse o nome actual e o foco nesta freguesia, mantendo a edição mensal até 2017, passando a bimestral em 2018, com o preço de 2 euros. [10][11][12]

### Comunidade Cristã da Golpilheira
A Comunidade Cristã da Golpilheira, criada a 11 de Outubro de 2015, na altura da remodelação da igreja de Nossa Senhora de Fátima, apresenta-se como "entidade designativa do conjunto dos fiéis cristãos residentes na área da freguesia da Golpilheira", fazendo parte da paróquia da Batalha. Portanto, mesmo sem constituir uma paróquia à parte, esta organização tenta reunir e promover o espírito de comunidade relativo à religião com os golpilheirenses em específico, actuando nas igrejas de Nossa Senhora de Fátima, do Senhor Bom Jesus dos Aflitos e de S. Bento. A Comunidade Cristã é coordenada por um Conselho Administrativo e Pastoral, presidido pelo pároco da Batalha, e com o objectivo de dinamizar e gerir o "trabalho pastoral na CCG, garantindo que nela seja anunciada a Palavra de Deus, celebrada a liturgia e vivido o amor fraterno, bem como praticada a solidariedade social, de modo especial para com os mais necessitados". 